# Quái thú đường Bray

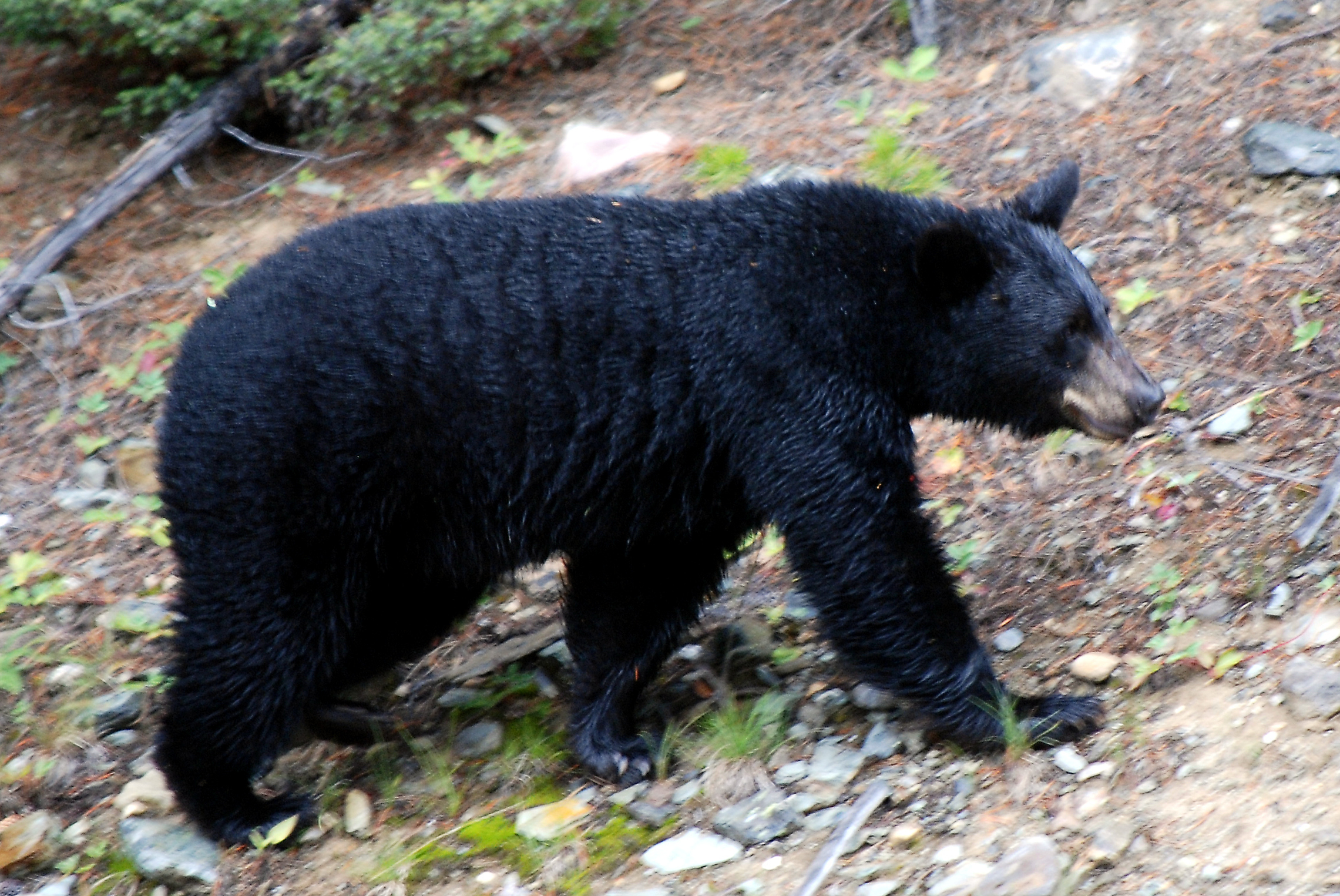
Gấu đen Bắc Mỹ được cho là nghi phạm về con quái thú này

Quái thú đường Bray (nguyên văn: Beast of Bray Road hay Bray Road Beast) là một sinh vật bí ẩn được mô tả lần đầu tiên vào năm 1936 tại con đường ngoại ô ở Elkhorn, Wisconsin của Mỹ. Sinh vật nửa người nửa sói này từng gây kinh hãi thập niên 90. Câu chuyện truy tìm sự thật về sinh vật khổng lồ có dáng vẻ kỳ dị, quái gở này đến nay vẫn là một bí ẩn bị bỏ ngỏ. Con quái vật trong thời gian ngắn đã tạo nên cơn sốt cho bang Wisconsin, hàng trăm nghìn người đã đổ về đây để tìm kiếm tung tích của sinh vật bí ẩn trên. Nhiều cửa hàng tạo ra nhiều các mẫu áo, quần, đồ lưu niệm liên quan đến con vật kì lạ kia để kiếm tiền. Tuy nhiên, bên cạnh không khí vui vẻ và náo nhiệt ấy, một bộ phận không nhỏ người dân ở đây đang rất lo lắng vì chưa tìm ra được nguyên nhân cuối cùng.

## Mô tả
Con quái vật này được mô tả qua lời kể của các nhân chứng. Vào thập niên 90 của thế kỉ XX, tại bang Wisconsin (Mỹ) đã xuất hiện một sinh vật kì lạ, nửa người nửa sói. Nó nhanh chóng gieo rắc sự sợ hãi cho cư dân quanh đây, đồng thời tạo ra một cuộc tranh cãi bất tận về nguồn gốc cũng như những bí ẩn liên quan. Nó cũng được mô tả là một con sói khổng lồ, thân hình khá cồng kềnh và điều kinh ngạc hơn nó có thể đứng trên hai chân cùng hàm răng sắc nhọn, trong như là sói và nó cao tới gần 1,8m.
Sinh vật bí hiểm này được miêu tả là một sinh vật khổng lồ có phần thân trên và đầu là sói nhưng phía dưới lại cấu tạo hệt con người. Ghê rợn nhất là đôi mắt của nó sáng rực và hàm răng nanh như muốn xé xác người đối diện ra nhiều mảnh nhỏ. Những mô tả khác cho biết, sinh vật khổng lồ này cao gần 2m và rất dữ tợn, một con sói dài gần 2m tha xác một chú gà với tốc độ đáng kinh ngạc. Có nhân chứng còn mô tả nó như một người đàn ông cao hơn 2m, ngực và tai nhọn, thân thể được che phủ bằng lông màu nâu và đen.

## Ghi nhận
Có nhiều nhân chứng kể lại các vụ tấn công của sinh vật này. Vào một đêm tối tháng 10 năm 1999, một phụ nữ trẻ đang lái xe dọc theo đường Bray gần Delavan. Khi đến gần giao lộ, cô cúi xuống để thay đổi đĩa hát trong máy phát, bỗng dưng cô cảm thấy chiếc xe của mình đã cán qua một vật rất lớn. Cô nhanh chóng dừng xe và chạy ra ngoài để xem đó là gì. Lạ lùng thay, trên đoạn đường phía sau xe hoàn toàn không có vật cản gì. Cô bắt đầu nhìn xung quanh, khi cô hướng mắt về bóng tối của khu rừng bên lề đường đột nhiên phát hiện một vật thể khổng lồ đang chạy. Khi vật thể di chuyển gần lại, cô hoảng hốt nhận ra đây là một con quái vật và cô nhanh chóng chạy về chiếc xe của mình, bật máy và cố gắng chạy càng nhanh càng tốt.
Nhưng nhanh như chớp, con thú nhảy lên mui xe ô tô, nhe hàm răng sắc nhọn và liên tục húc đầu để phá vỡ lớp kính. May mắn thay, mui xe quá trơn và con thú đã ngã xuống. Không bỏ lỡ cơ hội, nạn nhân phóng nhanh về phía thành phố và báo cho cảnh sát ngay lập tức. Cảnh sát quy kết vụ việc này cho một con gấu đen Bắc Mỹ và cô nàng này tội nghiệp đã quá hoảng sợ nên nhìn nhầm thành một con sói. Thế nhưng, nạn nhân vẫn quả quyết sinh vật trước mặt cô là quái vật. Một tờ báo trong vùng đã đưa tin về sự việc kì lạ này và chỉ vài ngày sau có rất nhiều người liên hệ tới tòa soạn để làm nhân chứng cho sự tồn tại của sinh vật kia.
Một nhân chứng 24 tuổi kể lại vào mùa thu năm 1989, khi ấy cô đang làm quản lý một quán bar gần đường Bray và thường phải trở về nhà sau 12 giờ đêm. Ngày ấy, sau khi tan ca và đi về nhà trên đoạn đường Bray, bỗng nhiên cô nhìn thấy ở phía xa có một người đang quỳ gối bên đường. Tò mò, nhân chứng đi chậm lại để quan sát và khi chỉ còn cách 15m, cô hoảng hồn khi phía trước mình là một sinh vật kỳ dị, liền phóng xe đi trong sợ hãi, và từ đây cô bị ám ảnh bởi con quái vật tới độ không dám kể chuyện này với bất cứ ai đồng thời bỏ luôn công việc quản lý tại quán bar.
Nhiều người dân dọc đường Bray cũng lên tiếng xác nhận sự tồn tại của sinh vật này. Cùng với đó, gà, lợn, chó... ở các trang trại quanh đây thường xuyên bị giết một cách bí ẩn, thân thể của chúng thường bị xé nhỏ ra nhiều mảnh. Nông dân Karen Bowey kể lại với báo chí rằng, mình cùng cô con gái 11 tuổi đã nhìn thấy một con sói dài gần 2m tha xác một chú gà với tốc độ đáng kinh ngạc. Nhân chứng cuối cùng nhìn thấy nó là một nhân viên bệnh viện. Khi đang phóng xe trên đường Bray, cô đã nhìn thấy một sinh vật băng nhanh qua đầu xe. Kể từ đó tới nay, chưa có một ai nhìn thấy sinh vật này thêm nữa.

## Các giả thiết
Trong khi cảnh sát trưởng James Jensen bác bỏ sự tồn tại của sinh vật này thì vào năm 1991, các tờ báo đồng loạt đưa tin về những sự kì bí quanh đường Bray. Những năm qua, rất nhiều động vật đã bị treo lên thân cây trong rừng sâu và bị cắt cổ họng để chết từ từ. Ban đầu, mọi người đều nghĩ, đây là trò đùa ác ý của một kẻ biến thái nào đó, nhưng càng ngày, số lượng càng tăng lên và mức độ dã man hơn. Các con vật bị chặt đầu, khoang ngực tách ra và trái tim đã bị lấy mất. Báo chí nói rất nhiều về sinh vật bí hiểm này. Mọi người đồn thổi nhau về một giáo phái huyền bí, họ dùng máu của động vật để làm phép và vô tình tạo ra một sinh vật đáng sợ nửa người nửa sói. Con quái vật do phép thuật tạo ra.
Một nhân chứng còn công bố đoạn video quay cảnh một bóng đen hình người lao về phía camera càng làm cộng đồng thêm lo lắng. Cảnh sát cũng dần quan tâm đến vụ việc này, họ tổ chức các chốt gác quanh đường Bray nhưng chưa ghi nhận bất cứ sinh vật lạ nào. Cùng thời điểm này, cảnh sát phát hiện ra một trong số nhiều người đứng ra làm chứng đã nói dối. Đồng thời một tờ báo công bố đoạn video ghi lại cảnh một bóng đen tấn công người cầm camera chỉ là trò đùa của hai người đàn ông. Từ đây, sau một thời gian ồn ào, các tin tức về con quái vật ít hẳn.
Các nhà khoa học vào cuộc và nêu giả thuyết đây chỉ là trò lừa bịp. Các nhà khoa học, cảnh sát đều cho rằng, người sói thuần túy chỉ là sản phẩm tưởng tượng của chúng ta, nó hình thành từ hàng ngàn năm sợ hãi khi đứng trước loài sói. Các chuyên gia bác bỏ khả năng có ma sói và sự kiện ở đường Bray chỉ là trò lừa đảo của những tờ báo lá cải. Con quái vật mà những nhân chứng nhìn thấy chỉ là sự tưởng tượng của người hoảng hồn khi nhìn thấy sói hoặc gấu đang đứng trên hai chân sau mà thôi.
Nhiều người khác cũng đưa ra giả thuyết rằng, quanh vùng tồn tại một kẻ biến thái thích hù dọa những người yếu bóng vía, bởi người ở vùng Wisconsin luôn sợ sệt những câu chuyện ma về người sói. Tuy nhiên, sự giải thích trên cũng không ngăn được nhiều người ham mê khám phá. Họ tin rằng, đây là một loài sinh vật mới hoàn toàn và việc phát hiện ra nó chỉ là vấn đề thời gian. Nhiều trang web được lập ra để mọi người cùng chia sẻ, tìm hiểu thông tin về loài sinh vật kỳ dị ở đường Bray. Sinh vật này còn xuất hiện trong các phim tài liệu cùng nhiều cuốn sách của nhà thám hiểm.